# Frühstücksstein (Neuenhagen, Bad Freienwalde)
Der Frühstücksstein ist ein 80 cm hoher Gedenkstein aus grauem Granit in Neuenhagen im Landkreis Märkisch-Oderland.

## Lage
Der Gedenkstein befindet sich in der Nähe der Kreuzung der Bundesstraße 158 (zwischen Schiffmühle und Altglietzen) und der Landesstraße 28 (zwischen Neuenhagen und Gabow) auf der Insel Neuenhagen. Der Stein steht auf dem Gemeindegebiet von Neuenhagen. Da Neuenhagen ein Ortsteil von Bad Freienwalde ist, ist der Stein ein Teil der Landesdenkmalliste Brandenburg von Bad Freienwalde (Oder).

## Geschichte
Der Gedenkstein erinnert an ein Frühstück, welches Friedrich Wilhelm IV. am 23. Januar 1841 hier einnahm. Friedrich Wilhelm war vom 7. Juni 1840 bis zum 2. Januar 1861 König von Preußen. Während einer Hofjagd, die von Schloss Freienwalde ausging, verzehrte an dieser Stelle König Friedrich Wilhelm IV. am 23. Januar 1841 mitsamt seiner Jagdgesellschaft unter einem Baum sein Frühstück.
Friedrich Wilhelm hat sich als kleiner Junge häufiger im Schloss Freienwalde, dem Sommerwitwensitz seiner Großmutter Königin Friederike Luise von Preußen, aufgehalten. Deshalb war er mit der Stadt eng verbunden. Zudem verbrachte er als 11-jähriger mit seinen Brüdern Prinz Wilhelm (I.) von Preußen und Prinz Carl von Preußen und den Erziehern Geheimrat Friedrich Delbrück und Geheimrat Julius Reimann eine Zeit im Schloss und in der Stadt. Als Kronprinz und später als König diente ihm Schloss Freienwalde mehrmals als Ausgangsort für königliche Jagden. Er plante auch das Schloss als Altersruhesitz auszubauen. Diesen Plan konnte er aber nicht weiter verfolgen, weil ihn die Märzrevolution 1848 in Berlin und eine schwere Krankheit daran hinderten.
Zur Erinnerung an das Frühstück der königlichen Jagdgesellschaft ließ der Neuenhagener Domänenpächter Jost für 52 Taler diesen sogenannten Frühstücksstein errichten.

Der aus einem grauen Granit-Feldstein hergestellten Gedenkstein trägt die Inschrift:
„FrühstücksPlatz
Sr. Majestät,
des Königs
Friedrich Wilhelm IV.
am 23sten Januar

1841“

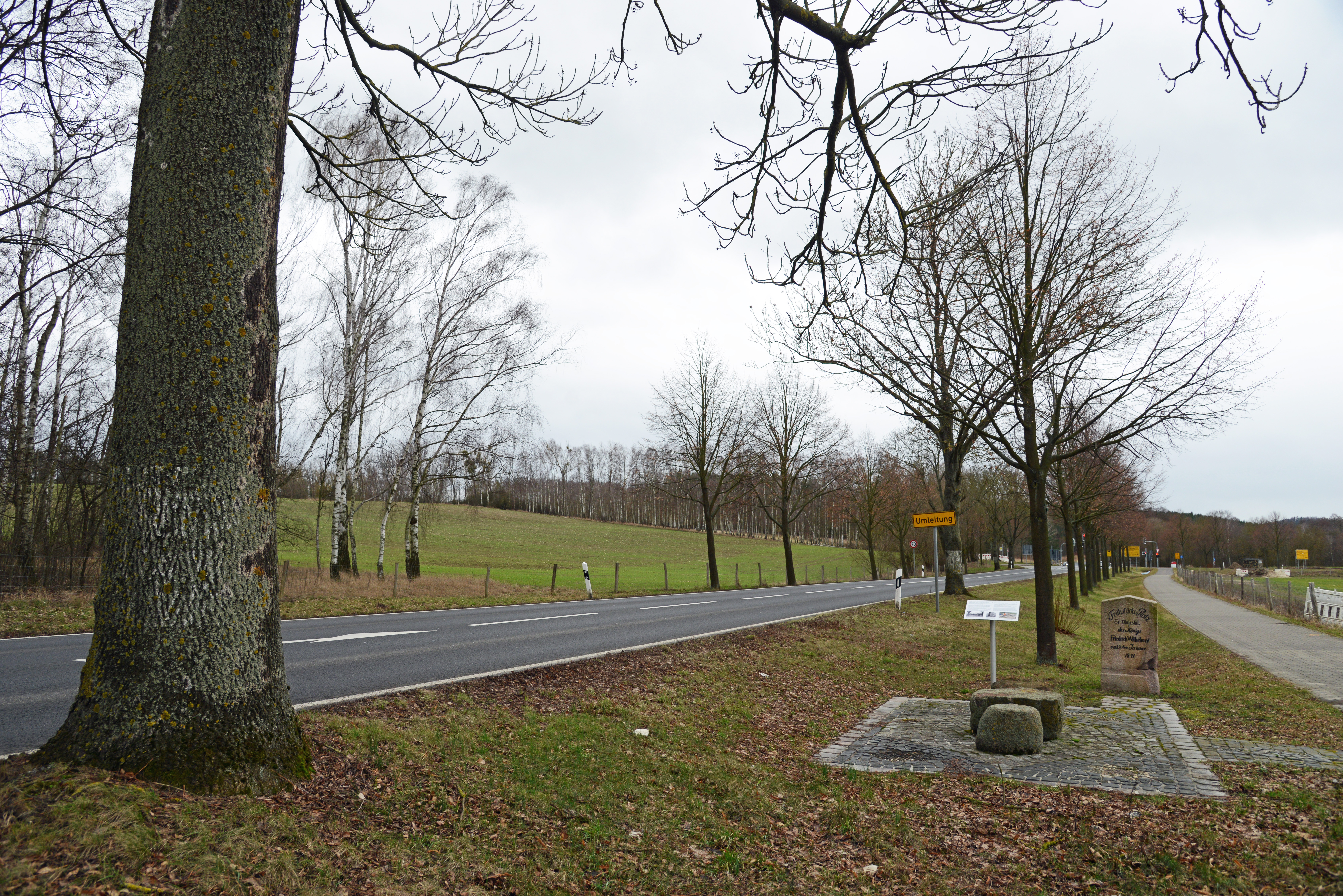
Gedenkstein „Frühstücksstein“ aus grauem Granit in Neuenhagen, Bad Freienwalde (Oder) zum Gedenken an einem Jagdausflug von König Friedrich Wilhelm IV. am 23. Januar 1841

Ursprünglich stand der Gedenkstein auf dem Acker, in einem Fliedergebüsch versteckt, ca. 20 Meter von der Chaussee nach Altglietzen entfernt auf der Nordwestseite der Straße. Im Jahre 1978 wurde das angeblich beim Ackern störende Denkmal, wohl eher aus ideologischen Gründen, abgeräumt. Dabei zerbrach der Stein in zwei Teile, die achtlos auf einem Lagerplatz deponiert wurden. Im Anschluss wurden die Fragmente von Denkmalpflegern geborgen und der Gedenkstein wurde 1979 auf der gegenüberliegenden, südöstlichen Straßenseite neben einem Birkenwäldchen neu aufgestellt.
Im Jahre 2016 wurde der Stein durch Steinmetzmeister Udo Jagdmann restauriert und wieder auf der ursprünglichen Straßenseite aufgestellt. Vor dem Gedenkstein wurden von Auszubildenden des Landesbetriebes Straßenwesen Brandenburg, Straßenmeisterei Bad Freienwalde, eine gepflasterte Fläche und drei Sitzsteine angelegt. An den Ecken des Pflasters wurde je ein Ornament verlegt, das an Friedrich Wilhelm IV. erinnern soll. Eine Sonnenblume stellt die Lieblingsblume des Königs dar, ein Hirschgeweih erinnert an den Jagdausflug, die Feder steht für die Leidenschaft des Königs für Architektur. Hinzu kommt das schwarz-weiße Wappenschild der Hohenzollern.